# 長岡護全
長岡 護全（ながおか もりはる、1881年（明治14年）3月31日 - 1904年（明治37年）8月31日）は日本の華族・陸軍少尉。官位は正五位勲六等功五級。
元（第12代）熊本藩主細川護久の次男。母は鍋島宏子（鍋島直正の娘）。異母兄に細川護成（細川家第15代当主）、弟に細川護晃、細川護立（細川家第16代当主）がいる。
幼少時、学習院において皇太子（のちの大正天皇）の学友を仰せつかる。1896年（明治29年）15歳で叔父・長岡護美子爵の養子となり、長岡家を継ぐ。1899年（明治32年）7月、学習院中等学科を卒業。1901年（明治34年）12月、志願して近衛師団騎兵連隊に入り士官候補生となる。1903年（明治36年）11月30日陸軍士官学校卒。
1904年（明治37年）日露戦争が勃発するや出征し、近衛師団司令部陸軍騎兵少尉として朝鮮、満州を転戦。定州にて負傷、のち分水嶺（岫巌西北方約9里）の戦いで感状を受ける偉勲を樹てたが、同年8月31日遼陽の会戦において戦死した。
1906年（明治39年）11月男爵松井敏之の主唱により、熊本市の水前寺成趣園内に銅像が建立された。